# Haemagogus lucifer
Haemagogus lucifer is een muggensoort uit de familie van de steekmuggen (Culicidae). De wetenschappelijke naam van de soort is voor het eerst geldig gepubliceerd in 1913 door Howard, Dyar & Knab.